# Adolf von Dorpowski

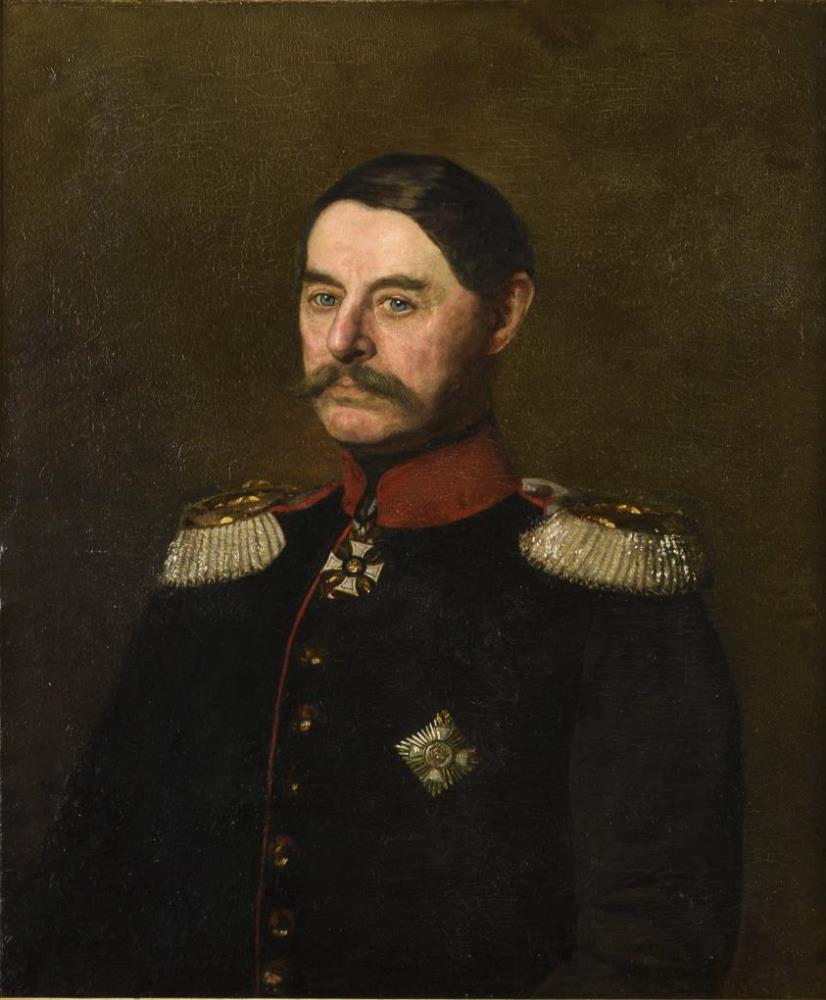
Adolf von Dorpowsky

Adolf Karl Julius von Dorpowski (* 11. September 1811 in Krummensee, Kreis Schlochau; † 17. September 1895 in Berlin) war ein preußischer Generalleutnant.

## Leben

### Herkunft
Er war der Sohn des preußischen Oberstleutnants a. D. Franz Sigismund von Dorpowski (1772–1855) auf Gut Krummensee und dessen Ehefrau Henriette Auguste Caroline Anne Amalie, geborene Gräfin von der Goltz (1784–1874), eine Schwester des preußischen Generalleutnants Karl Graf von der Goltz. Der spätere preußische Generalmajor Karl von Dorpowski (1804–1885) war sein älterer Bruder.

### Militärkarriere
Dorpowski besuchte die Kadettenhäuser in Potsdam und Berlin. Am 29. Juli 1829 wurde er als Sekondeleutnant dem 16. Infanterie-Regiment der Preußischen Armee in Düsseldorf überwiesen. Nachdem Dorpowski ab 1833 für drei Jahre die Allgemeine Kriegsschule absolviert hatte, war er 1837/40 als Lehrer an der Divisionsschule der 14. Division tätig. Daran schloss sich bis 1841 eine Verwendung als Lehrer am Kadettenhaus Berlin an. 1842 wurde Dorpowski zur Topographischen Abteilung des Großen Generalstabes kommandiert und am 20. April 1844 zum Premierleutnant befördert. In den Jahren 1845 bis 1848 war er zu Vermessungsarbeiten in Ostpreußen und Pommern. Am 19. Dezember 1848 kehrte Dorpowski mit der Beförderung zum Hauptmann sowie der Ernennung zum Kompaniechef in seine Stammregiment zurück. Im Rahmen der Niederschlagung der revolutionären Unruhen kam er 1849 mit seinem Regiment bei den Straßenkämpfen in Elberfeld zum Einsatz. Anlässlich der Herbstkrise war Dorpowski vom 1. November 1850 bis zum 1. Februar 1851 als Generalstabsoffizier zur mobilen 26. Division kommandiert. Am 13. Dezember 1856 wurde er zum Major befördert und als Direktor des Kadettenhauses nach Wahlstatt versetzt. Ab dem 19. Mai 1859 war Dorpowski wieder im Truppendienst tätig. Zunächst als Kommandeur des II. Bataillons im 12. Infanterie-Regiment in Posen, dann ab dem 29. Januar 1863 als Kommandeur des 7. Westfälischen Infanterie-Regiments Nr. 56 in Paderborn. Zwischenzeitlich war er am 18. Oktober 1861 zum Oberstleutnant befördert worden und avancierte am 17. März 1863 zum Oberst. Während des Krieges gegen Österreich nahm Dorpowski 1866 mit seinem Regiment im Verbund der Elbarmee an den Kämpfen bei Münchengrätz teil. In der Schlacht bei Königgrätz wurde er beim Sturm auf Problus durch einen Schuss in den Oberschenkel schwer verwundet. Für seine Leistungen erhielt Dorpowski den Kronenorden II. Klasse mit Schwertern.
Nach dem Friedensschluss wurde er unter Stellung à la suite seines Regiments am 30. Oktober 1866 zum Kommandeur der 27. Infanterie-Brigade in Düsseldorf ernannt und in dieser Stellung am 31. Dezember 1866 mit einem Patent vom 30. Oktober 1866 zum Generalmajor befördert. Unter Verleihung des Charakters als Generalleutnant sowie des Sterns zum Roten Adlerordens II. Klasse mit Eichenlaub wurde er am 9. Juni 1870 mit der gesetzlichen Pension zur Disposition gestellt.
Anlässlich des Krieges gegen Frankreich wurde Dorpowski vom 26. Juli 1870 bis zum 3. Juni 1871 als z.D.-Offizier wiederverwendet und fungierte als stellvertretender Kommandeur der 40. Infanterie-Brigade in Braunschweig. Nach Beendigung dieses Kommandos würdigte ihn Herzog Wilhelm durch die Verleihung des Großkreuzes mit Schwertern des Ordens Heinrichs des Löwen.
Er wurde nach seinem Tod auf dem Garnisonsfriedhof Hasenheide beigesetzt.

### Familie
Dorpowski hatte sich am 25. September 1849 in Wollin mit Eveline Hedwig Antonie Freiin von Puttkamer (1829–1904) verheiratet.